# Octopoteuthis megaptera
Octopoteuthis megaptera é uma espécie de molusco pertencente à família Octopoteuthidae.
A autoridade científica da espécie é Verrill, tendo sido descrita no ano de 1885.
Trata-se de uma espécie presente no território português, incluindo a zona económica exclusiva.